# جئونجدو
جئونجدو (انگلیسی: Geojedo) جزیره اصلی شهر  گئوجه، در ساحل جنوبی استان  جئونسانگنام-دو، کره جنوبی است.